# Catherynne M. Valenteová
Catherynne M. Valenteová rozená Bethany Thomasová (* 5. května 1979 Seattle, Washington) je americká spisovatelka, básnířka a literární kritička. V USA získala řadu prestižních literárních ocenění, například James Tiptree, Jr. Award (2006), Mythopoeic Award (2008) a Andre Norton Award (2009).

## Život
Narodila se jako nejstarší z pěti dětí v Seattlu, dále vyrůstala v Sacramentu, San Francisku a dalších místech Kalifornie. Vystudovala bakalářské studium na Kalifornské univerzitě v San Diegu a na Univerzitě v Edinburghu. Žila v Japonsku, Clevelandu, Chicagu a Virginii. Její první manželství skončilo rozvodem. Momentálně žije se svým druhým mužem, dvěma psy a kocourem na ostrově kousek od pobřeží státu Maine.

## Dílo

### Romány
- O dívce, která obeplula Čarozem v lodi vlastní výroby (The Girl Who Circumnavigated Fairyland in a Ship of Her Own Making, 2009)[2], Albatros, Praha 2012, přeložila Eva Dobrovolná, ISBN 978-80-00-02979-5
- Nesmrtelný příběh (Deathless, 2011), Albatros, Praha 2013, přeložila Eva Dobrovolná, ISBN 978-80-259-0223-3
- O dívce, která se propadla pod Čarozem do víru Bujaření (The Girl Who Fell Beneath Fairyland and Led the Revels There, 2012), Albatros, Praha 2013, přeložila Eva Dobrovolná, ISBN 978-80-00-03134-7

### Povídky
- Kouzelné vody klín (Urchins, While Swimming, 2006), česky v antologii Trochu divné kusy 3 (Laser-books, 2007)
- Velmi rychle a potichu (Silently And Very Fast, 2011), česky v překladu Romana Tilcera v časopise XB-1 2012/11)[3]
- Bílé čáry na zeleném poli (White Lines on a Green Field, 2011), česky v antologii Nejlepší science fiction a fantasy 2011 (Laser-books, 2012)